# أوقستي مولر
أوقستي مولر (بالألمانية: Auguste Müller)‏ هي نحّاتة ألمانية، ولدت في 22 أغسطس 1847 في Seiffen ‏ في ألمانيا، وتوفي بنفس المكان في 14 يناير 1930.